# Noël Brunet
Noël Armand Brunet (* 25. Dezember 1916 in Montreal; † 11. August 1973 in Chicoutimi, Québec) war ein kanadischer Geiger und Violinlehrer.

## Leben
Brunet hatte den ersten Violinunterricht bei seinem Bruder Henri Brunet, den er bei Alfred De Sève fortsetzte. Am McGill Conservatory studierte er bei Maurice Onderet. Als Gewinner eines Prix d'Europe studierte er ab 1936 am Königlichen Konservatorium Brüssel bei Alfred Dubois, einem Schüler Eugène Ysaÿes. Mit einer Aufführung der Violinkonzerte von Johannes Brahms und Jean Sibelius gewann er bei der Prüfung 1939 den Prix Adolphe Canler des Konservatoriums, und König Leopold III. verlieh ihm eine Goldmedaille.
Nach seiner Rückkehr gab Brunet Konzerte in Kanada und den USA und vervollkommnete gleichzeitig seine Ausbildung bei Theodore und Alice Pashkus in New York und Joseph Szigeti in Kalifornien. 1945 spielte er mit John Newmark Violinsonaten Mozarts im Radioprogramm der CBC. 1949–50 und 1954–55 trat er bei Konzerttourneen der Jeunesses musicales du Canada (JMC) auf. 1953 gab er Konzerte u. a. in Paris, London, Rom und Bonn. Im gleichen und im folgenden Jahr nahm er an Kammermusikkonzerten bei den Montreal Festivals teil. 1955 wurde er Mitglied des Los Angeles Philharmonic und unterrichtete am California Institute of the Arts.
Mehrere Komponisten widmeten Brunet Werke, die dieser uraufführte, aufnahm und bei seinen Konzerttourneen spielte. Hierzu zählen eine Sonata in G und ein Concerto von Jean Papineau-Couture, eine Sonate von Jean Vallerand und ein Concerto von Alexander Brott, das er 1953 unter der Leitung von Leopold Stokowski in der Carnegie Hall spielte.
Als Violinlehrer wirkte Brunet 1967–69 am Conservatoire de Trois-Rivières und 1969–73 am Conservatoire de Chicoutimi. Unter anderem studierten Gilles Baillargeon, Langis Breton, John Charuk, Jasmine Perron, Gérald Sergent und Jacques Verdon bei ihm.